# ハドソン・ベイ (列車)
ハドソン・ベイ（英語: Hudson Bay）は、マニトバ州ウィニペグとチャーチルを結ぶVIA鉄道の旅客列車である。かつてはノーザン・スピリッツ号（Northern Spirits）と呼ばれていたこともある。現在は単に、ウィニペグ・チャーチル列車（Winnipeg–Churchill train）と呼ばれている。
カナディアン・ナショナル鉄道の線路を通りマニトバ州を縦断する（一部サスカチュワン州を通る）この路線は、ウィニペグから北へザ・パーまで向かい、そこからハドソン・ベイ鉄道（Hudson Bay Railway）の線路へ入り、ワボーデンからハドソン湾に面したチャーチルに向かうまでにシピウェスクからトンプソンやギラムへの支線への乗り換え可能である。

VIAウィニペグ・チャーチル列車

## 日程
北行きの列車はウィニペグを火曜日と日曜日の昼12:05に出発して、チャーチルには2日後の朝9:00に到着する。南行きの列車はチャーチルを木曜日と土曜日の夜19:30に出発し、ウィニペグに2日後の16:45に到着する。片道45時間所要している。
ザ・パー（金曜2:00発）とチャーチル（火曜19:30発）間はさらに一便走っている。

## 沿革
ザ・パーからの貨客混載の列車はかつてリン・レイクまでウィニペグ・チャーチル列車と接続していたが、2003年に線路所有者であるOmniTRAXが赤字路線と判断しプカタワガン以北は廃止、VIA鉄道がキーワティン鉄道の代替としてザ・パーからプカタワガンまで運行している。